# Frank Fielding
Francis David "Frank" Fielding (Blackburn, 4 de abril de 1988) é um futebolista inglês que atua como goleiro. Atualmente, joga pelo Stoke City.

## Títulos
Bristol City
- EFL League One: 2014–15[3]
- EFL Trophy: 2014–15[4]